# Gabrielle Kayser
Pour les articles homonymes, voir Kayser.
Gabrielle Marie Kayser, née Meyer le 6 février 1902 à Strasbourg et morte dans cette même ville le 19 janvier 1993,, est une artiste-peintre française.

## Peintures
- 1919, La place d'Austerlitz, Musée d'Art moderne et contemporain (Strasbourg)[3]
- 1936, Maternité, Musée d'Art moderne et contemporain (Strasbourg)[4]
- 1945, Autoportrait, Musée d'Art moderne et contemporain (Strasbourg)[5]
- 1945, Collines près de Beaumont, Musée d'Art moderne et contemporain (Strasbourg)[6]
- 1947, Maternité, Musée d'Art moderne et contemporain (Strasbourg)[7]
- 1951, Soirée dans un parc, Musée d'Art moderne et contemporain (Strasbourg)[8]
- 1957, Fenêtre du faubourg Saint-Honoré, Musée d'Art moderne et contemporain (Strasbourg)[9]
- 1961, Houblonnière à Niederhausbergen, Musée d'Art moderne et contemporain (Strasbourg)[10]
- 1961, Vue à partir de Mittelhausbergen, Musée d'Art moderne et contemporain (Strasbourg)[11]
- 1964, Autoportrait, Musée d'Art moderne et contemporain (Strasbourg)[12]
- Bouquet dans un vase en verre, Musée d'Art moderne et contemporain (Strasbourg)[13]
- Portrait de Mme Fernand Herrenschmidt née Suzanne Ungemach, Musée d'Art moderne et contemporain (Strasbourg)[14]

## Illustrations
- Illustrations pour les Contes et nouvelles en vers de Jean de La Fontaine, Musée d'Art moderne et contemporain (Strasbourg)[15], ensemble de 18 dessins, Le garçon puni, Le diable en enfer, La fiancée du roi de Garbe, Le tableau, Le cocu battu et content, Comment l'esprit vint aux fille, La clochette, Richard Minatolo, La servante justifiée, L'anneau d'Hans Carvel, Mazet de Lamporechio, Les lunettes, Le magnifique, Le fleuve Scamandre, Le cas de conscience, La gageure des trois commères, Le petit chien et Le remède